# Johannes Matthiesen
Johannes Matthiesen (* 24. November 1910 in Flensburg; † unbekannt) war ein deutscher SS-Untersturmführer, Kriegsberichterstatter und Journalist.

## Leben
Matthiesen trat zum 1. September 1932 in die NSDAP ein (Mitgliedsnummer 1.328.084) und schloss sich auch der SS an (SS-Nummer 93.313). Im gleichen Jahr wurde er Redaktionsmitglied des NS-Blatts Hamburger Zeitung und avancierte in der Zeit des Nationalsozialismus zum stellvertretenden Hauptschriftleiter dieser Zeitung. Die betreffende SS-Personalakte im Bundesarchiv führt laut Lutz Hachmeister Matthiesen als SS-Untersturmführer im SS-Abschnitt Nordsee. Im Zweiten Weltkrieg wurde er 1940 in Dänemark eingesetzt, wo er auch einen Teil seiner Kindheit verbracht hatte. Matthiesen arbeitete hauptsächlich als „Aktivpropagandist“ und „Frontberichter“ für die Propagandakompanie der Wehrmacht. 1942 wurde er als Führer eines dieser Trupps von Frontberichtern in Frankreich eingesetzt.
Nach 1945 wurde Matthiesen Redakteur des Nachrichtenmagazins Der Spiegel und dessen „langjähriger Chef vom Dienst“. Als Chef vom Dienst fungierte er auch, als im Zuge der Spiegel-Affäre am 26. Oktober 1962 die Redaktionsräume durchsucht wurden und leitete auf Anweisung von Chefredakteur Claus Jacobi einen redaktionellen Arbeitsstab, der die Weiterarbeit an der laufenden Spiegel-Ausgabe Nr. 44 leisten sollte. Schließlich gab er nach Anordnung des die Ermittlungen leitenden Ersten Staatsanwalts Siegfried Buback am späten Abend „die Druckfahnen vollständig unter Einlegung eines Einspruchs heraus“.